# Amastus ninae
Amastus ninae är en fjärilsart som beskrevs av Orfila 1959. Amastus ninae ingår i släktet Amastus och familjen björnspinnare. Inga underarter finns listade i Catalogue of Life.